# 동자꽃
동자꽃(Lychnis cognata)은 석죽과에 딸린 여러해살이풀이다.

## 특징
한반도의 깊은 산 속이나 비교적 높은 산의 풀밭에서 자란다. 높이는 40-100cm 정도이고, 줄기에는 긴 털이 있다. 마주나는 잎은 잎자루가 없고, 긴타원형이며, 밋밋한 가장자리를 비롯해서 전체에 털이 있다. 7-8월에핀다 지름이 4cm 정도인 주황색 갈래꽃이 원줄기나 잎겨드랑이에서 나온 꽃자루 끝에 한 송이씩 달린다. 꽃잎은 다섯 장이고 끝이 패여 있다. 동자꽃이라는 이름은 매우 청초한 꽃이 마치 동자와 같다고 해서 붙여진 것이다. 열매는 삭과이며 개화기는 6-7월, 결실기는 8-9월이다.

## 재배 및 관리
습기가 있는 반음지를 좋아한다. 토양에 수분이 부족하면 잎이 시들어버리므로, 아침 해가 잘 들고 습기가 있는 땅에 심는 것이 좋다. 번식은 포기나누기로 하는 것이 수월하지만, 꺾꽂이로도 번식시킬 수 있다. 종자번식도 가능하나 종자를 얻기가 쉽지 않다. 분홍색 꽃이 피는 분홍동자꽃은 종자를 얻기가 더욱 힘들다.

## 이용
화단에 심어 관상한다. 절화나 초물분재에도 쓰인다.